# Calamaria nebulosa
Calamaria nebulosa — вид неотруйних змій родини полозових (Colubridae). Описаний у 2021 році.

## Назва
Видовий епітет nebulosa походить від латинського слова «nebulous», що означає «туманний» або «хмарний».

## Поширення
Вид поширений у гірських районах на півночі Лаосу.